# Lescherolles
Lescherolles település Franciaországban, Seine-et-Marne megyében. Lakosainak száma 450 fő (2022. január 1.). Lescherolles Saint-Mars-Vieux-Maisons, Saint-Martin-des-Champs, Sancy-lès-Provins, Cerneux és La Chapelle-Moutils községekkel határos.

## Népesség
A település népességének változása:
| Lakosok száma | 485  | 484  | 486  | 463  | 453  | 447  | 441  | 435  | 450  |
|               | 2013 | 2015 | 2016 | 2017 | 2018 | 2019 | 2020 | 2021 | 2022 |